# 罗滕费尔斯
罗滕费尔斯（德語：Rothenfels，發音：[ˈʁoːtn̩ˌfɛls] ⓘ）是德国巴伐利亚州下弗兰肯行政区美因-施佩萨特县的城市，面积12.07平方千米，2023年12月31日人口为1,022人。